# Херардо Виљалвазо, Ла Оаксакења (Манзаниљо)
Херардо Виљалвазо, Ла Оаксакења (шп. Gerardo Villalvazo, La Oaxaqueña) насеље је у Мексику у савезној држави Колима у општини Манзаниљо. Насеље се налази на надморској висини од 10 м.

## Становништво
Према подацима из 2005. године у насељу је живело 12 становника.

### Хронологија
| Година       | 2000        | 2005 |
| ------------ | ----------- | ---- |
| Становништво | 17 (7 / 10) | 12   |

### Попис
| # | Индикатор                        | Вредност |
| - | -------------------------------- | -------- |
| 1 | Укупно појединачних домаћинстава | 2        |